# Евтич, Горан
Горан Евтич (серб. Горан Јевтић; род. 18 января 1978 года; Ковачевац, Младеновац; СФРЮ) — сербский актёр и режиссёр. Евтич написал множество спектаклей, известных в кино, на телевидении и в театре. Он получил похвалу критиков за свои шекспировские интерпретации в европейских театрах, где он исполнял такие роли как Ромео Монтекки в «Ромео и Джульетте» в Вероне, Макбета в «Макбете» в Загребе, принца Гамлета в «Гамлете» в Белграде, Антонио в Венецианском купце в Риме и Гнея Марция Кориолана в «Кориолане». Помимо ролей в театре, он известен своими ролями в фильмах, такими как Мирко в «Параде», Митар в «В краю крови и мёда», Милош «Жизнь как чудо» и Андрей в франшизе «Мы не ангелы».
Он получил различные награды, в том числе премию Любинки Бобича, премию Зорана Радмиловича, премию Милоша Шутича, три сербских Оскара популярности и четыре награды Ардалиона, а также Золотую Арену актёру второго плана за работу в фильме «Парад».

## Карьера

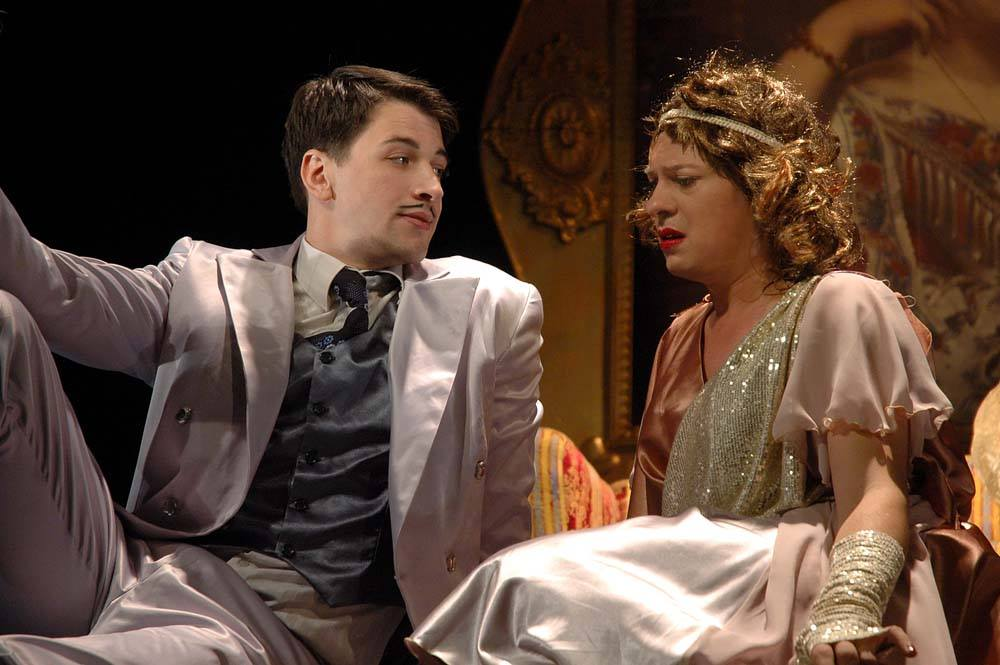
Евтич с Виктором Савичем

Евтич родился в поселке Ковачевац в Младеноваце, СФРЮ. Он начал свою карьеру в 1998 году и с тех пор работал в театре «Атеље 212» в Белграде. В 2001 году окончил Белградскую академию драматического искусства. Ученик Биляны Машич. Его первая роль была Евклио в Аулуларии. Позже он получал главные роли в различных театральных постановках, за что получил множество наград.
За роль в спектакле Okamenjeni princ в театре им. Душко Радовича он получил премию Милоша Лутича. За роль Гамлета он получил Ardalion и сербский Оскар популярности в 2011 году. Он был снова награждён сербским Оскаром популярности за интерпретацию Ромео Монтекки в Сербском национальном театре в Нови-Саде. Также он получил Премию Зорана Радмиловича и Премию Любинки Бобича в 2014 году. Он принимал участие в более чем шестидесяти международных кино- и театральных фестивалях и отыграл в более чем ста спектаклях в театре «Атеље 212». Евтич выступал в Москве, Лондоне, Вероне, Риме, Сплите, Будапеште, Дрездене, Вене и Загребе. В 2018 году он сыграл роль Фридриха Ницше в его режиссёрском дебюте «Kad je Niče zaplakao» в театре «Атеље 212».
Евтич — один из самых известных актёров озвучивания в Сербии. Он озвучивал таких персонажей как Себастьяна в франшизе «Русалочка», Тимона в франшизе «Король Лев», Джина во франшизе «Аладдин», Кузько в «Похождениях императора». Он также озвучил Эша Кетчума в сербской озвучке Покемонов.

## Награды
| Год  | Награда                     | Категория                        | Фильм                 | Результат   |
| ---- | --------------------------- | -------------------------------- | --------------------- | ----------- |
| 2002 | Премия Ардалиона            | Лучший актёр                     | Бесы                  | Победил     |
| 2003 | Премия Ардалиона            | Лучший актёр                     | Elephants in Belgrade | Победил     |
| 2004 | Приз Аполлона               | Лучший актёр                     | Жизнь как чудо        | Победил     |
| 2005 | Премия Милоша Лутича        | Лучший актёр в спектакле         | Okamenjeni princ      | Победил     |
| 2005 | Премия Зорана Радмиловича   | Лучший актёр в спектакле         | Okamenjeni princ      | Номинирован |
| 2008 | Премия Зорана Радмиловича   | Лучший актёр в спектакле         | Тимон Афинский        | Номинирован |
| 2009 | Сербский оскар популярности | Лучший сценический актёр         | Тимон Афинский        | Победил     |
| 2011 | Премия Ардалиона            | Лучший сценический актёр         | Гамлет                | Победил     |
| 2011 | Сербский оскар популярности | Лучшее театральное представление | Гамлет                | Победил     |
| 2011 | Золотая Арена               | Лучший актёр                     | Парад                 | Номинирован |
| 2013 | Премия Ардалиона            | Лучший актёр                     | Ромео и Джульетта     | Победил     |
| 2013 | Сербский оскар популярности | Лучший сценический актёр         | Ромео и Джульетта     | Победил     |
| 2014 | Премия Зорана Радмиловича   | Лучший актёр в спектакле         | Шум за сценой         | Победил     |
| 2014 | Премия Любинки Бобич        | Лучший сценический актёр         | Шум за сценой         | Победил     |